# ЛуАЗ-13021-04
ЛуАЗ-13021-04 — повнопривідний автомобіль виробництва Луцького автомобільного заводу, вантажно-пасажирська модифікація моделі ЛуАЗ-1302. Серійно не випускався на Луцькому автозаводі, лише за замовленням. Усі агрегати автомобіля були запозичені із ЛуАЗ-1302. У здвоєній кабіні передбачалося розміщення до 4х людей, причому 2 пасажири на задніх місцях розміщувались спиною до бортів і відповідно лицем один до одного. Крісла задніх пасажирів класично, як і у всіх ЛуАЗах могли складатися, створюючи вільний простір. Вантажна платформа дозволяла перевозити вантажі масою до 250кг. Дах автомобіля пропонувався жорсткого, скло-пластикового типу, та тентового із брезенту.